# 脫胎漆器

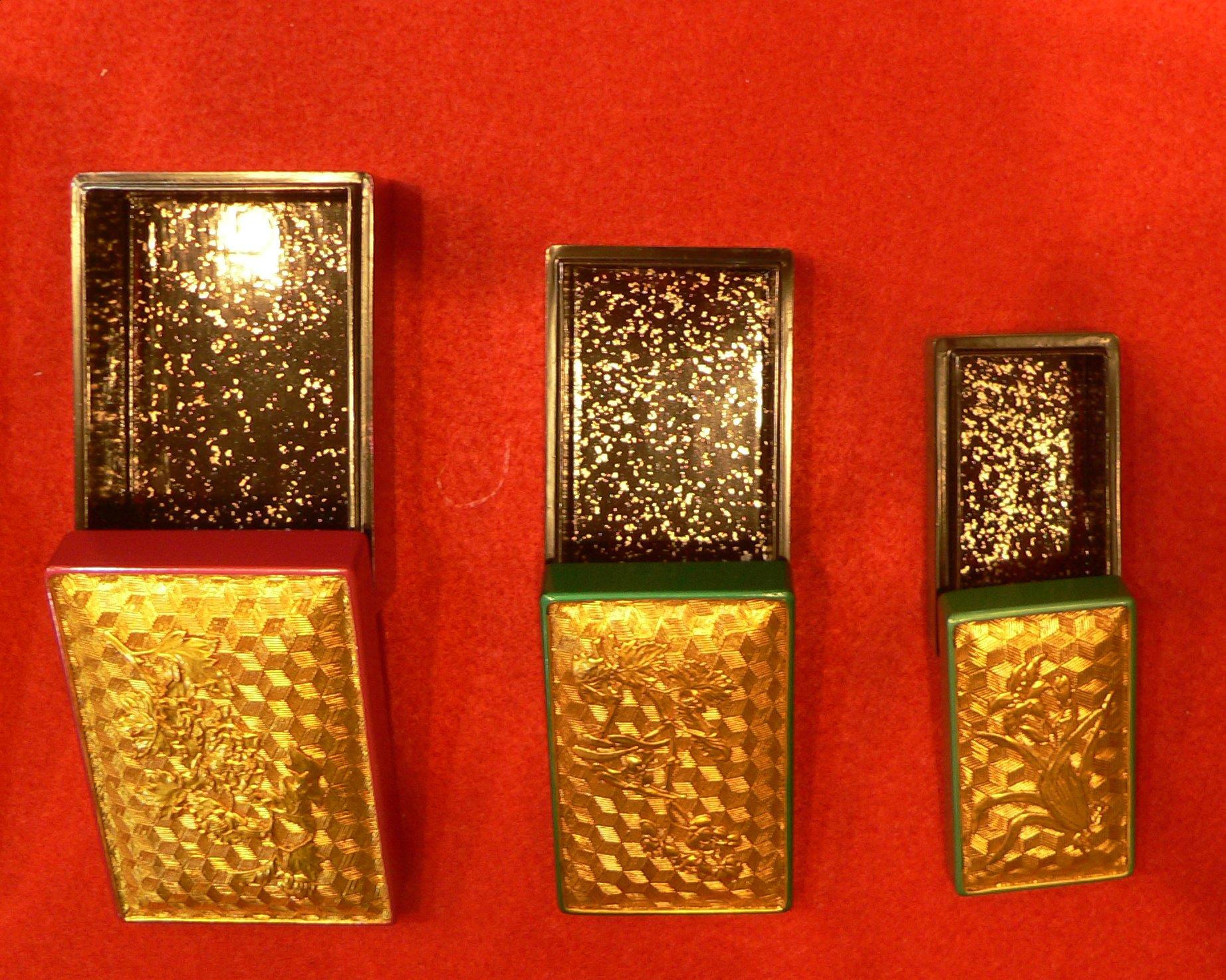
福州脱胎漆器

脫胎漆器，又稱活脫，指不依賴內胎、僅僅依靠漆層和填充的織物成型的一種漆器。廣義的脫胎漆器可以指一切應用此種工藝的漆器，因為最常用的填充織物是苧麻的麻布，又稱夾紵。狹義的脫胎漆器指福建省福州市特產的，以絲綢替代麻布、進一步減輕自重的漆器。
夾紵在日本則被叫做乾漆造，是一種在漆器製作的技法，始於戰國時代的楚國，於漢朝逐漸成熟，早年主要用於佛像製作，洛陽白馬寺及日本東大寺法華堂、興福寺、唐招提寺的佛像便是利用此種技法，雖然製作耗時，但歷久彌新，漆的透明度會更清晰。
脫胎漆器的做法是先利用土、灰泥製成內胎，在其上藉由漆的可塑性及麻布的張力，將麻布跟漆層交互重疊，待乾固後，將內胎除去，最後只剩下漆和布的結合體，因而器體相當輕盈，還有堅韌、歷久、易於造型等優點
福州脱胎漆器为中国地理标志产品，其保护产地范围为福建省福州市现辖行政区域。